# Étienne Garnier
Pour l’article homonyme, voir Étienne-Barthélémy Garnier, peintre français.
Étienne Garnier, né le 13 mars 1935 à Neuilly-sur-Seine, dans les Hauts-de-Seine, et mort le 6 septembre 2001 à Paris, est un chef d'entreprise et homme politique français.

## Biographie
Étienne Garnier est le fils de Jean-Paul Garnier, avocat, et de Madeleine Roos. Après sa scolarité au lycée Charlemagne, il suit ses études à la Faculté de droit de Paris et à l'Institut d'études politiques de Paris.
Chef de cabinet en 1962, il devient directeur de cabinet de 1966 à 1968 de Jean Morin, secrétaire général à la Marine marchande. De 1968 à 1969, il est secrétaire général de la Société auxiliaire et minière du Pacifique (Samipac) (1968-69). En 1969, il devient directeur de cabinet de Jacques Baumel, secrétaire d'État auprès du Premier Ministre chargé des Relations publiques, et membre de section du Conseil économique et social. Il est conseiller technique au cabinet du premier ministre Pierre Messmer de 1972 à 1973.
Il est vice-président de la Compagnie marseillaise de réparations, président-directeur général de la Société d'études et de réalisations financières (Serif), président du Syndicat national des industries de la réparation navale (1981-1988) et de l'Association française des industries navales - Asfinaval (1985-1988), directeur général de Data conversion service.
Il est membre du Rassemblement pour la République. Il est député de la 8e circonscription de la Loire-Atlantique de 1993 à 1997

## Mandat
Il est conseiller général pour le canton de Saint-Nazaire-Ouest, vice-président du conseil général de la Loire-Atlantique de 1985 à 1992 et conseiller régional au conseil régional des Pays de la Loire à partir de 1986.
Il est député de la 8e circonscription de la Loire-Atlantique :
- 19 septembre 1993 (réélu lors d'une élection partielle après l'annulation de son élection par décision du Conseil constitutionnel le 8 juillet 1993) ;
- 21 avril 1997 (fin de législature).